# 杉山小弥花
杉山 小弥花（すぎやま さやか、9月23日 - ）は、日本の女性漫画家。北海道出身。
2001年、『ザ花とゆめ』（白泉社）に投稿された『神様は笑わない』がBC賞佳作受賞作となる。同年、『ザ花とゆめ』（白泉社）に掲載された『神様に背をむけろ』にてデビュー。 
以後は『ミステリーボニータ』（秋田書店）を中心に活躍。代表作は『当世白浪気質』『明治失業忍法帖』など。
2019年現在、『月刊プリンセス』（秋田書店）で『大正電氣バスターズ〜不良少女と陰陽師〜』連載中。

## 作品リスト

### 漫画
※は短編集『花の名を知らない』に収録
- 神様は笑わない - ザ花とゆめ（白泉社）
- 神様に背をむけろ - ザ花とゆめ（白泉社）
- シャイロックの値段 - プチプリンセス（秋田書店）単行本『明治失業忍法帖』6巻に収録
- 迷路迷走 - ミステリーボニータ（秋田書店）単行本『明治失業忍法帖』5巻に収録
- 花の名を知らない - プチプリンセス（秋田書店）※
- 忘れっぽい天使 - ミステリーボニータ（秋田書店）※
- 月を乞う人 - プチプリンセス（秋田書店）※
- わらの夏 - プチプリンセス（秋田書店）※
- カメレオン・ハイ - プチプリンセス（秋田書店）※
- 最後に笑う者が勝つ - プチプリンセス（秋田書店）単行本『明治失業忍法帖』7巻に収録
- 当世白浪気質 - ミステリーボニータ（秋田書店）単行本全3巻
- 冷蔵庫の中に象 - ミステリーボニータ（秋田書店）単行本『明治失業忍法帖』1～5巻に収録
- 青い毒 - 単行本向け書き下ろし（秋田書店）※
- 明治失業忍法帖 - ミステリーボニータ（秋田書店）→月刊プリンセス（秋田書店）単行本全11巻（連載開始時の『ミステリーボニータ』から2013年に移籍）
- 大正電氣バスターズ〜不良少女と陰陽師〜 - 月刊プリンセス（秋田書店）単行本既刊1巻